# Elise Bethge-Truhn
Elise Bethge-Truhn, gebürtig Anna Marie Elisabeth Truhn (* 4. März 1838 in Berlin; † 12. Januar 1889 in Lübeck) war eine deutsche Theaterschauspielerin und Schriftstellerin.

## Leben
Bethge-Truhn, die Tochter des königlichen Musikdirektors Hieronymus Truhn, der nichts dagegen einzuwenden hatte, dass seine Tochter sich der Bühne zuwende, nahm zuerst schauspielerischen Unterricht bei Auguste Crelinger, dann bei Sophie Schröder in Hamburg und betrat 1854 in Stettin zum ersten Mal die Bühne. 1855 wirkte sie am Stadttheater in Riga, 1856 am Hoftheater in Schwerin. In Schwerin selbst ist sie am 2. Dezember 1875 als „Britta“ in dem von ihr selbst verfassten Schauspiele „Karin von Schweden“ aufgetreten.
Überhaupt hat sie sich nicht nur als Bühnenkünstlerin, sondern auch als Bühnenschriftstellerin einen guten Ruf erworben.

## Werke
- Karin von Schweden, Erstaufführung am 2. Dezember 1875 in Schwerin
- Die Reise durchs Märchenland, Erstaufführung am 25. Dezember 1882 bei Kroll in Berlin
- Die Schutzgeister, Erstaufführung am 20. Dezember 1886 in Lübeck
- Marlitta, Erstaufführung am 11. Januar 1889 in Schwerin